# Jackie Venson
Jackie Venson est une chanteuse, guitariste et compositrice américaine née le 5 février 1990 à Austin, Texas. 

## Biographie
Dernière d'une fratrie de neuf enfants, son père est le bassiste Andrew Venson : dès son enfance, elle fréquente son studio de répétition mais apprend le piano classique sur le conseil de sa mère. Âgée de seize ans, elle joue au clavier à ses côtés dans des concerts et commence à apprendre le piano jazz. Elle perfectionne le piano classique au Berklee College of Music dont elle sort diplômée en 2011, mais ne commence la guitare que la même année. À raison de six heures par jour, elle maîtrise rapidement ce nouvel instrument.
En avril 2014, elle participe au Modern Southern Music Competition et remporte une place sur la tournée Belk Summer Tour et se produit en première partie des artistes country Jason Aldean, Tim McGraw et James Taylor. 
Elle publie son premier album The Light In Me en 2014, puis deux ans plus tard, elle sort le EP Jackie Venson Live, puis l'album en concert Live at Strange Brew. Elle tourne aux États-Unis comme en Europe. Le 30 septembre 2017 sort le EP Transcends. En 2019 suit son deuxième album Joy puis en 2020 son deuxième album en concert, Live in Texas et son troisième album studio Vintage Machine.
Hormis son père, elle cite parmi ses influences majeures Buddy Guy, Sade et Alicia Keys, alors que sa voix est comparée à celles de Joss Stone et Amy Winehouse.
Soutien du mouvement Black Lives Matter, elle porte en 2020 sur scène une robe noire marquée du nom de victimes de la police et plaide pour une plus grande place pour les musiciens noirs à Austin, ce qui la conduit à reprendre le titre Blues on the Green en Blues on the Screen avec un groupe entièrement noir.

## Discographie
Albums studio
Albums en concert
EPs
- The Unreleased EP (2013)
- Rollin' On (2013)

Singles
- Texas Night (2015)
- Flying (2017)
- Don't Lie To Me (2018)
- Only Have You (2018)
- Rollin And Tumblin (2018)
- Never Say Die (2018)
- Keep On (2018)
- I Will Find A Way (2018)
- A Million Moments (2018)
- Witchcraft (2019)
- Joy (2019)